# Богданци (град)
Вижте пояснителната страница за други значения на Богданци.
Бо̀гданци (на македонска литературна норма: Богданци) е град в Северна Македония, център на едноименната община Богданци.

## География
Градът е разположен в югоизточната част на страната, в областта Боймия, на 9 километра североизточно от Гевгели, близо до границата с Гърция.

## История
Църквата „Свети Атанасий“ е от първата половина XIX век и е дело на Андон Китанов. През 1865 година учителят Анто Амнев въвежда българския език в учебната програма на училището в Богданци. В края на XIX век Богданци е голямо българо-турско село. Александър Синве („Les Grecs de l’Empire Ottoman. Etude Statistique et Ethnographique“), който се основава на гръцки данни, в 1878 година пише, че в Богданца (Bogdantza), Поленинска епархия, живеят 2100 гърци. В „Етнография на вилаетите Адрианопол, Монастир и Салоника“, издадена в Константинопол в 1878 година и отразяваща статистиката на населението от 1873 година, Богданци е посочено като селище с 475 домакинства, като жителите му са 2145 българи и 165 мюсюлмани. След Руско-турската война от 1877 – 1878 година съществуващото в Богданци българско училище е закрито лично от митрополит Агатангел Струмишки.
Според статистиката на Васил Кънчов („Македония. Етнография и статистика“) от 1900 г. паланката е населявана от 2540 жители българи християни, 900 турци и 120 цигани.
На 26 ноември 1901 година според рапорт на българския търговски агент в Солун Атанас Шопов една гръцка чета, тръгнала от чифлика на гръцкия поданик Хариси в село Крондирци, е разбита край Богданци от българска милиция.
В началото на XX век християнското население на Богданци е силно смесено в конфесионално отношение. По данни на секретаря на Българската екзархия Димитър Мишев („La Macédoine et sa Population Chrétienne“) през 1905 година в Богданци има 1400 българи екзархисти, 1480 българи патриаршисти гъркомани, 160 българи патриаршисти сърбомани, 144 българи униати. Там функционират българско, гръцко и сръбско училище.
В селото в 1895 – 1896 година е основан комитет на ВМОРО, начело на който застава учителят Атанас Тодев от Мачуково, а след него учителите Иван Бардаров от Щип, Сава Михайлов, Христо Трайков Лисичков, Стефан Попиванов и Христо Гонов Карпуцев.
В 1904 година в Богданци става престрелка между андартска чета и чета на ВМОРО, при която е убит андартът Шарланджиев от Гърчище, а куриерът на андартите Самарджиев от Богданци е ранен.
По времето на Балканската война (1912 – 1913) Богданци има около 1000 къщи 2/3 от които са български, а останалите турски и няколко цигански. От българските къщи около 450 са екзархистки, 150 гъркомански, 30 – 40 униатски и 7 – 8 сърбомански.
При избухването на Балканската война 78 души от Богданци са доброволци в Македоно-одринското опълчение.
След Междусъюзническата война в 1913 година селото попада в Сърбия. Според Димитър Гаджанов в 1916 година в Богданци живеят 737 турци и 2510 българи.
Поне 28 души родом от Богданци, в редиците на българската армия, загиват на фронта във войните за национално обединение на България.
По време на българското управление на Вардарска Македония през Първата световна война Богданци е център на община в Гевгелийска околия околия на Струмишки окръг и има 3261 жители.
По време на българското управление във Вардарска Македония в годините на Втората световна война, Борис Ил. Джонев е български кмет на Богданци от края на 1941 година до 26 ноември 1942 година. След това кметове са Петър Т. Ташулков (14 декември 1942 – 22 юли 1943) и Йордан П. Георгиев (28 юли 1943 – 16 декември 1943). Кмет на градчето е и Янаки Попдимитров.
След войната за участие в тайна младежка противомакедонистка организация са осъдени будните българи Методий Шапкаров, Митко Сертов и Александър Хаджиев.
Според преброяването от 2002 година градчето има 6011 жители.
| Националност | Всичко |
| македонци    | 5761   |
| албанци      | 2      |
| турци        | 48     |
| роми         | 1      |
| власи        | 4      |
| сърби        | 176    |
| бошняци      | 0      |
| други        | 19     |

## Личности
От Богданци е Стоян Богданцалията, хайдутин и революционер от XIX век, опълченец, участник в Сръбско-българската война. В края на XIX век в Богданци се загнездва гръцката пропаганда и градчето дава няколко видни гръцки дейци – андартските капитани Михаил Сионидис (1870 – 1935), Георги Богданцалията (? – 1905) и Христо Даскалов (? – 1907). Сред българските революционни дейци в началото на XX век се открояват Дельо Калъчев (1877 – 1917), гевгелийски войвода на ВМОРО, Петър Каркалашев (1879 – 1905), ръководител на богданския революционен комитет, Гоно Ванев (1867 – ?), войвода на чета на Македоно-одринското опълчение. Павел Попандов Каркалашев (1904 – 1933) е виден комунистически деец и член на ВМРО (обединена). Сред видните югославски дейци са Димитър Теменугов (1919 – 2001), партизанин и политик министър и Кирил Петрушев (1885 – 1980), член на АСНОМ, вътрешен министър на НРМ. Атанас Вангелов (р. 1946) е виден литературен критик и писател, а Георги Колозов (1948 – 2003) – виден артист от Северна Македония.

## Други
На Богданци е наречена улица в квартал „Илинден“ и Гевгелийския квартал в София (Карта).